# زمین انجیر
زمین انجیر، روستایی از توابع بخش رابر شهرستان رابر در استان کرمان ایران است.

## جمعیت
این روستا در دهستان جواران قرار دارد و براساس سرشماری مرکز آمار ایران در سال ۱۳۸۵، جمعیت آن ۱۱۰ نفر (۲۶خانوار) بوده‌است.